# Xã Highland, Quận Osceola, Michigan
Xã Highland (tiếng Anh: Highland Township) là một xã thuộc quận Osceola, tiểu bang Michigan, Hoa Kỳ. Năm 2010, dân số của xã này là 1.250 người.